# 绿园街道
绿园街道是中华人民共和国黑龙江省大庆市萨尔图区下辖的一个街道办事处。

## 行政区划
绿园街道下辖以下村级行政区划单位：
学伟鑫城社区、书香社区、益民社区、北辰社区、百湖明珠社区、绿园社区、玫瑰园社区。